# Серпокрилець гірський
Серпокрилець гірський (Aeronautes montivagus) — вид птахів родини серпокрильцевих (Apodidae).

## Поширення
Номінальний підвид зустрічається в прибережному хребті Венесуели та окремо в Андах від крайнього заходу Венесуели на південь через Колумбію, Еквадор, Перу та Болівію до північної Аргентини. Підвид tatei зустрічається в регіоні тепуї на кордоні між південною Венесуелою та північним заходом Бразилії. Вони пересуваються по напіввідкритій місцевості субтропічного і помірного поясів на висотах від 500 до 2700 метрів, рідко навіть до 3000 метрів. Вони віддають перевагу центральним і міжандським долинам, для яких характерний посушливий клімат.

## Підвиди
- Aeronautes montivagus montivagus (d’Orbigny & Lafresnaye, 1837), ареал цього підвиду — це багато невеликих ізольованих областей від Кордильєр на півночі Венесуели до Андів на півночі центральної Болівії та північно-західній Аргентині.
- Aeronautes montivagus tatei (Chapman, 1929). Зустрічається на тепуї на півдні Венесуели та на крайній півночі Бразилії.[4]